# Monumento naturale regionale di Pietra Luna
Il monumento naturale regionale di Pietra Luna si trova nel territorio comunale di Bellagio in provincia di Como.
La Pietra Luna è costituita da gneiss granitico e proviene dall'Alta Valtellina.